# Dongqu, Panzhihua
Dongqu, med betydelsen "östra distriktet", är ett stadsdistrikt och säte för stadsfullmäktige i Panzhihua i Sichuan-provinsen i sydvästra Kina. Det ligger omkring 510 kilometer sydväst om provinshuvudstaden Chengdu.